# Rachael Adams
Rachael Alexis Adams (* 3. Juni 1990 in Cincinnati, Ohio) ist eine US-amerikanische Volleyballspielerin. Sie wurde 2014 Weltmeisterin und gewann 2016 die olympische Bronzemedaille.

## Karriere
Adams begann ihre Karriere an der heimatlichen Mount Notre Dame High School. Während ihres Studiums spielte sie von 2008 bis 2011 im Team der University of Texas at Austin. Seit 2013 ist die Mittelblockerin Teil der US-amerikanischen Nationalmannschaft, mit der sie 2013 den Panamerican Cup, 2014 in Italien die Weltmeisterschaft, 2015 die Panamerikanischen Spiele, 2016 bei den Olympischen Spielen in Rio de Janeiro die Bronzemedaille sowie 2019 erneut den Panamerican Cup gewann.
Seit 2012 ist Adams auch bei verschiedenen ausländischen Vereinen aktiv. Sie spielte in Polen bei KS Pałac Bydgoszcz und bei MKS Dąbrowa Górnicza (2013 polnische Supercup-Siegerin), in Italien bei Imoco Volley Conegliano (2016 italienische Meisterin), in der Türkei bei Eczacıbaşı Istanbul (2016 Klub-Weltmeisterin, 2018 Siegerin CEV-Pokal) und seit 2018 wieder in Italien bei Saugella Monza (2019 Siegerin Challenge Cup).
Adams wurde mehrfach als „Beste Mittelblockerin“ bzw. „Beste Aufschlägerin“ ausgezeichnet.